# 田中將大

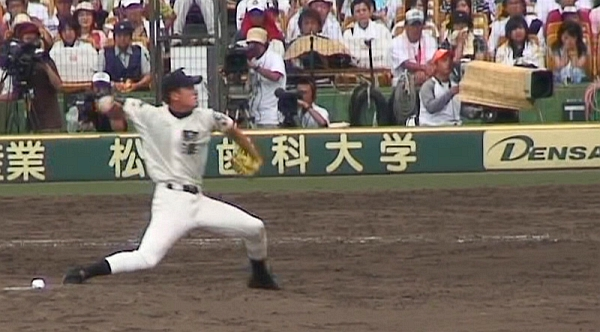
2006年

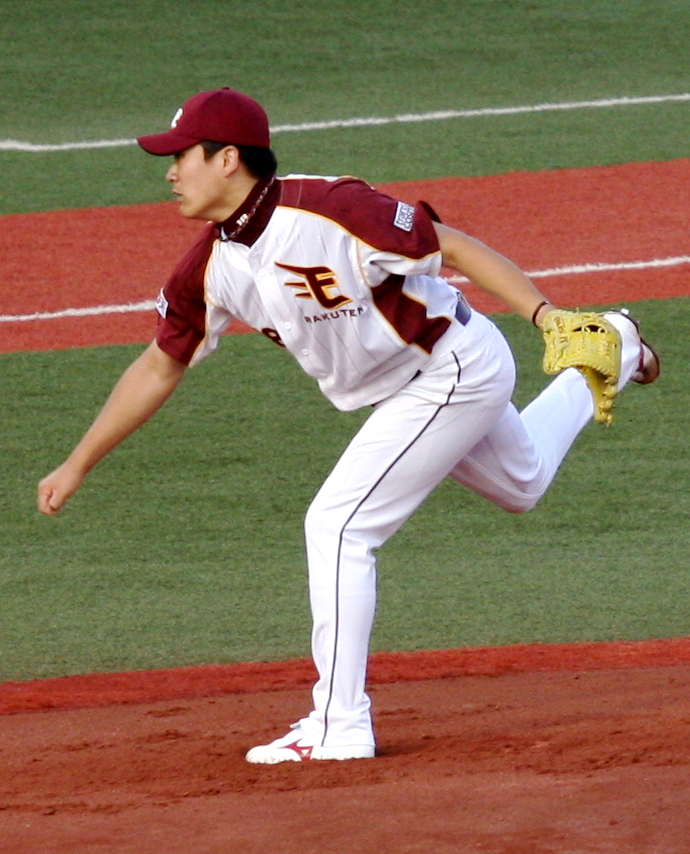
2007年田中將大於東北樂天金鷹

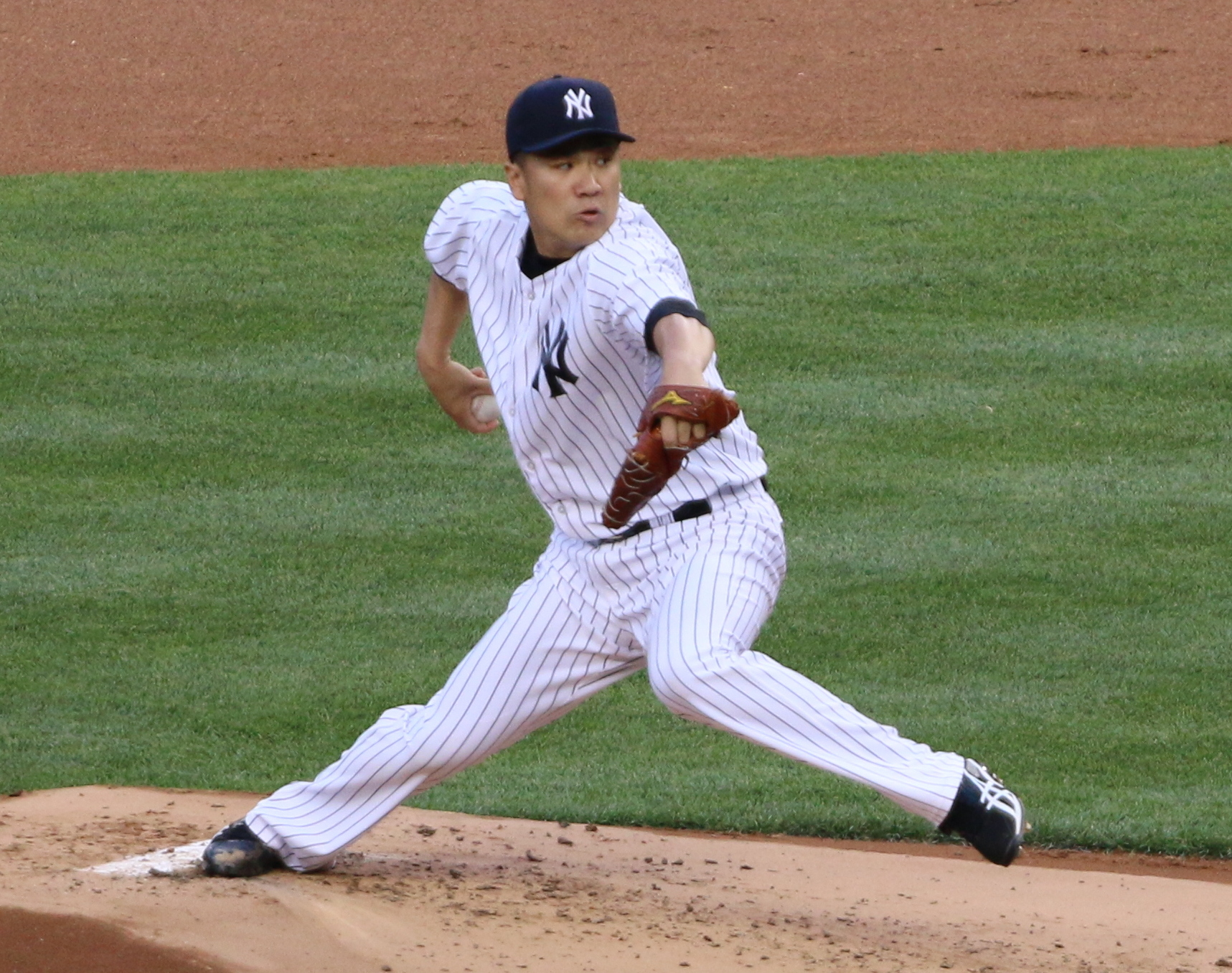
2014年的田中將大

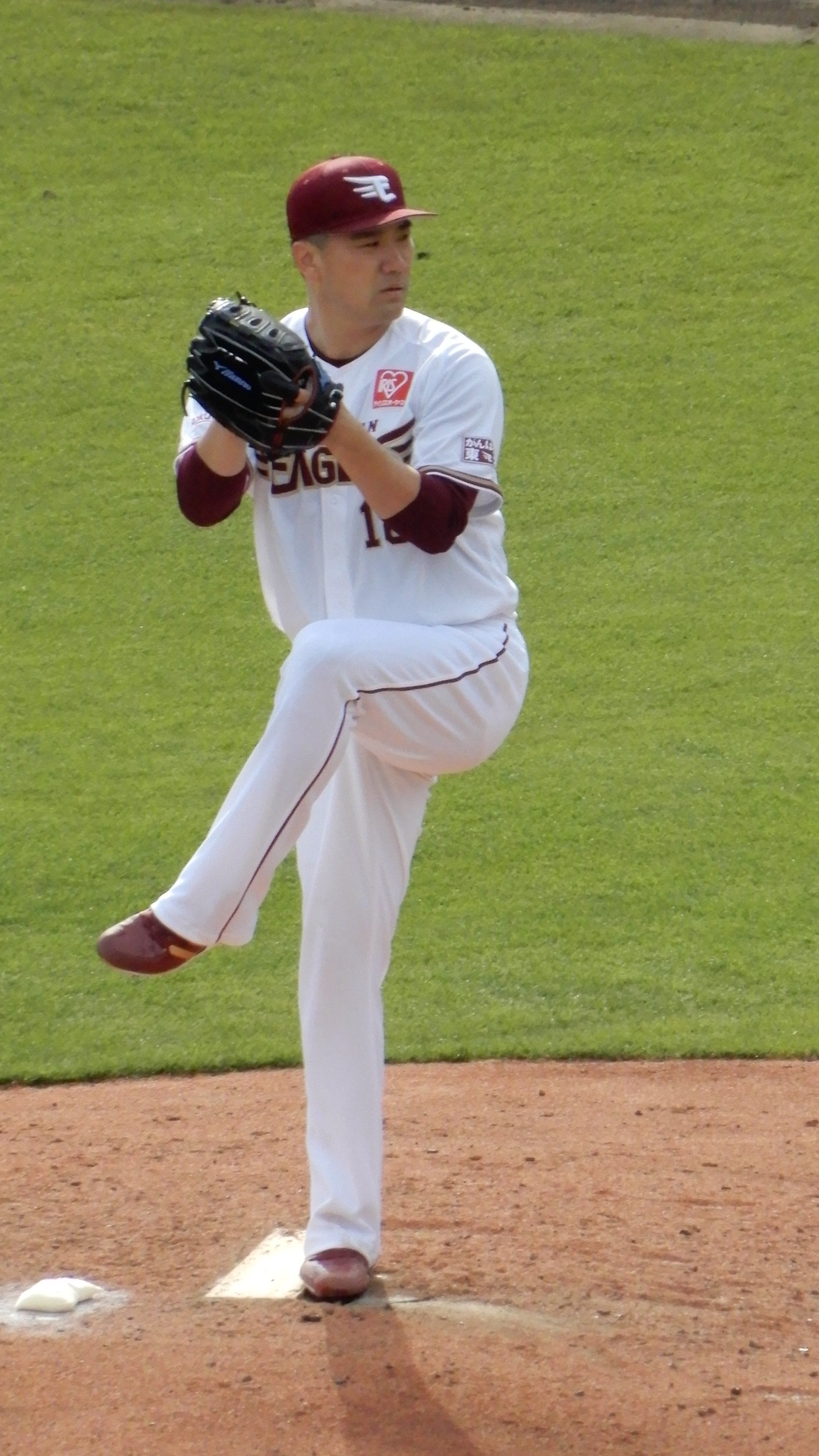
2021年4月

田中將大（日语：／ Tanaka Masahiro，1988年11月1日—）是日本兵庫縣伊丹市出身的職業棒球投手。現為日本職棒讀賣巨人的先發投手，曾效力於日本職棒太平洋聯盟的東北樂天金鷲、美國職棒大聯盟的紐約洋基。
2012年至2013年球季，包含2013年球季單季例行賽的24連勝在內，達成例行賽跨季26連勝，創下日本職棒的新紀錄。而兩年間跨季共30連勝（含季後賽），更創下3項金氏世界紀錄。進入大聯盟後，田中曾兩度獲選美國職棒大聯盟全明星賽。外號「神之子」。

## 早年
兵庫縣伊丹市出身，小學時候為軟式少年棒球的球員，當年跟讀賣巨人球員坂本勇人是隊友。

## 職業生涯

### 東北樂天金鷲
2012年8月，開始連續勝投。2013年球季，創下例行賽完全勝投記錄，取得單季24連勝，跨季連勝記錄達28場。進入季後賽後，勝投仍然繼續，直到2013年11月2日，日本大賽樂天金鷹對讀賣巨人第6戰，先發出場，被擊出12支安打，失4分，成為敗戰投手。2013年11月3日，日本大賽第七場，于第九局登板救援成功，率領樂天以3:0擊敗讀賣巨人，樂天也首次拿下日本職棒總冠軍。2013年12月25日，日本職棒樂天金鷹隊王牌投手田中將大已獲樂天球團同意赴美國大聯盟發展。

### 紐約洋基
2014年1月22日，美國職棒大聯盟紐約洋基共同主席漢克·史坦布瑞納表示，洋基以1億5,500萬美元（約新台幣47億元）代價，與田中將大簽下7年合約，同時還並須支付2,000萬美元（約新台幣6億元）的入札金予樂天金鷹隊。據大聯盟官網指出，田中將大所簽下的這筆7年1.55億美元合約，包括合約滿4年後有「逃脫條款」（opt-out clause），合約總值是大聯盟歷史上投手的第5高。田中2013年的年薪為4億日圓（約1.1億台幣），已是全日職第3高，而加盟洋基後田中前6年年薪為2,200萬美元，最後一年年薪則為2,300萬美元，平均年薪幾乎是日職年薪的6倍，他還能在效力洋基第4個球季後跳脫合約，成為自由球員。
2014年
2014年4月4日（美國時間），美國職棒大聯盟2014年球季正式開幕，年薪高達2,200萬美金的田中將大，在大聯盟的第一次出賽備受矚目；在多倫多藍鳥隊的主場，兩隊分別演唱完美國、加拿大兩國國歌之後，比賽正式開始；第一局，面對第一個打席，投出的第三球是一顆偏高的變化球，被對手第一棒打者梅基·卡布瑞拉打出右外野的全壘打，初登板便見識美國職棒的大砲實力，雖然這讓田中將大面露難色，但田中將大隨即立刻就穩定下來，都能順利逐步解決打者；7局的投球，只有2分的自責分，投出8次三振，全場沒有投出任何四死球保送；這場比賽田中將大表現出優異的抗壓性和穩定性，並展現出良好的控球能力以及三振能力，順利奪下MLB生涯的首勝。
2014年5月14日，田中將大在紐約地鐵大戰第三戰，在大都會的花旗球場，完投9局只讓大都會擊出4支安打，沒有任何四死球，送出8次三振，洋基4比0獲勝，田中締造在大聯盟第一場完投完封，還是完美的無四死球完封勝，並且延續在美日跨季通算34連勝。

2014年5月20日，洋基隊在客場迎戰芝加哥小熊的第一戰，田中只投6局，是轉戰大聯盟後、先發局數最短的一次，被敲8安、失4分，也是赴美後最差內容。此前，田中將大坐擁跨季、跨聯盟34連勝紀錄，卻在國聯戰績最差的小熊隊棒下中止，吞下自2012年8月19日以來的首敗，令人意外。賽後小熊捕手約翰·貝克開玩笑說，「我們真的做到了。我和隊友都在開玩笑說，現在梅威瑟都可能會輸了。我們擊敗了棒球界的梅威瑟！」
2014年6月1日，田中將大對上明尼蘇達雙城，繳出8局被敲4安、失1責0，9次三振、2次四壞球的成績，幫助洋基以3比1擊敗雙城。田中拿下本季第8勝，防禦率降到2.06，美聯第一。
2014年6月29日，田中將大對上波士頓紅襪隊，9局用116球(86好球)，被敲出7支安打8次三振，失2分都是因為陽春砲，苦吞本季第3敗(11勝)自責分率2.10。個人2連敗，但也寫下個人開季連續16場優質先發的特殊紀錄。
2014年7月8日，田中將大對上克里夫蘭印地安人，苦撐6+2⁄3局被敲10支安打包括2支全壘打失掉5分，最終洋基3比5被印地安人逆轉，田中因而吞下最近4場先發的第3敗，賽後防禦率從2.27上升到2.51，戰績12勝4敗。整場主投6+2⁄3局用99球，被敲10支安打、責失5分都是加盟大聯盟以來的單場最差表現。此外，田中最近7場比賽被敲8支全壘打、本季被敲15轟為洋基投手群中最多的，整個美聯則並列第8多。
美国职业棒球大联盟机构在2014年7月6日公布了第85次全明星赛的出场选手名单。纽约洋基队的投手田中将大被选入名单。田中是第一次入选全明星，是通过球员投票而入选的。
2015年
田中將大被選為開幕戰先發。2015年4月6日，開幕日先發對上多倫多藍鳥，主投3局失五分，包含被埃德溫·恩卡納西翁擊出全壘打，終場洋基吞下敗仗。4月28日，由於前臂及手腕痠痛被放進傷兵名單。
本季最後一次先發在美國聯盟外卡賽對上休士頓太空人，主投5局失2分。總計本季主投24場比賽，154局投球12勝7敗，防禦率3.51，WHIP 0.994，其數據為美國聯盟先發投手中，主投超過150局當中最低。
2016年
連續兩年擔任開幕戰先發。
2016年4月18日，和水手隊岩隈久志進行史上第一次日職隊友對決。
8月2日連續第三年參與地鐵大戰，主投6+1⁄3局失7分(責失6分)，本場也是本賽季最後一場敗投，球季結束前最後十場先發奪下七勝。
本季先發生涯新高31場，也是首次大聯盟賽季未進入傷兵名單，整季總共主投199+2⁄3局，14勝4敗165次三振，防禦率3.07美國聯盟第三好的成績。
2017年
紐約洋基隊今天趕在基襪大戰開打前，把日籍強投田中將大放入傷兵名單，主要原因是他的肩膀發炎。田中將大過去有手肘韌帶撕裂傷的狀況，不過他利用注射人工血小板，慢慢康復，沒想到這次是肩膀發炎，讓洋基隊先發陣容再度拉警報。洋基隊從3Ａ緊急拉上右投手Giovanny Gallegos應急。田中將大本季出賽23場，拿下8勝10敗戰績，跟去年單季14勝4敗成績相差甚遠，就有不少專家在季中就曾預測他有傷，不過都沒有正式證實。
2018年
本季首場先發製造連續13人出局，包含8次三振，只在六局被藍道·葛瑞查克擊出陽春全壘打失1分。6月8日在紐約大都會主場花旗球場，靠著亞倫·賈吉的高飛犧牲打跑回生涯的第一次得分。
2019年
2019年3月9日，由於路易斯·賽維里諾肩膀受傷無法先發，而獲得第四次開幕戰先發的機會，也超越野茂英雄成為開幕戰先發次數最多的日本投手。7月6日，替補多倫多藍鳥隊馬可仕·史卓曼入選明星賽。
美國聯盟分區賽第一戰對上休士頓太空人，主投6局只被擊出一支安打失一分。10月24日，接受右手肘骨刺清除手術。
2020年
2020年7月4日，在隊上的模擬賽中被賈恩卡洛·斯坦頓的擊球打中頭部。

### 東北樂天金鷲（二次）
2021年1月28日，田中將大宣布回归日本職棒，重返老東家東北樂天金鷲，2年的複數年合約年薪九億日圓。

### 讀賣巨人
2024年12月24日，讀賣巨人隊發表了與田中的合約內容，並於翌日正式舉辦加盟記者會。這是田中首次加盟央聯，其制服背號也改換為11號。

## 經歷
- 日本兵庫縣伊丹市立昆陽里小學校野球部
- 日本兵庫縣伊丹市立松崎中學校野球部
- 日本北海道苫小牧市私立駒澤大學附屬苫小牧高等學校野球部（甲子園出場：2005年春、夏(冠軍)、2006年夏(亞軍)
- 日本職棒東北樂天金鷲
  - 2007年－2013年
  - 二次：2021年－2024年
- 美國職棒紐約洋基（2014年－2020年）
- 日本職棒讀賣巨人（2025年起）

## 技術特點
田中以四分之三（斜肩投球）的機制投球，實戰球路中均速約92mph（148km/h）的速球（伸卡球、四縫線速球）、87mph（140km/h）上下的快速指叉球與84mph（135km/h）上下的滑球占了近9成的配球比例，再加上部分的切球與曲球作搭配。快速指叉球為田中的招牌球種，同樣熟稔指叉球的賽揚名投約翰·史摩茲曾表示，他認為田中擁有棒球場上最好的指叉球。在MLB生涯初期歷經手肘韌帶傷勢的問題後，田中花了點時間才找回因傷落下的球速，並且在投球型態上也有所改變，增加了速球系球種中伸卡球的比例，以求達到更有效率的投球。
出色的控球也是田中的武器之一，日本職棒生涯的保送率（BB/9）為1.9，MLB生涯則為優秀的1.8。

## 獲獎與榮譽

### 日本職棒
- 日本職棒明星賽：2007～2009、2011～2013
- 洋聯新人王：2007
- 洋聯勝投王：2011 、2013
- 洋聯防禦率王：2011 、2013
- 洋聯三振王：2012
- 洋聯投手金手套：2011、2012、2013
- 洋聯投手最佳十人：2011 、2013
- 洋聯最優秀投捕賞：2011（捕手為嶋基宏）、2013（捕手為嶋基宏）
- 洋聯月間MVP：2009/04、2009/08、2010/05、2011/06、2011/07、2011/10、2012/06 、2013/05~2013/09
- 澤村賞：2011、2013
- 正力松太郎獎：2013

#### 個人、投打記錄
投手記錄
- 首次登板・首次先發：2007年3月29日、對福岡軟體銀行鷹3回戰（福岡Yahoo!JAPAN巨蛋）、1+2⁄3局丟6分
- 首次奪三振：同上、1局下多村仁志
- 首次勝利・首次完投勝利：2007年4月18日、對福岡軟體銀行鷹5回戰（フルキャストスタジアム宮城）、9局丟2分
- 首次完封勝利：2007年6月13日、對中日龍3回戰（フルキャストスタジアム宮城）　※高校新人日職史上15位
- 首次救援：2008年6月22日、對廣島東洋鯉魚3回戰（廣島市民球場）

打擊記錄
- 首次打點：2008年5月25日、對東京養樂多燕子1回戰（明治神宮野球場）、6局上鎌田祐哉遊撃間滾地記錄
- 首次安打：2009年6月18日、對廣島東洋鯉魚4回戰（MAZDA Zoom-Zoom スタジアム廣島）、3局上大竹寬中前安打

其他記錄
- 全明星賽出場：6回（2007年 - 2009年）（2011年 - 2013年）
- 通算50勝：2011年6月1日、對廣島東洋鯉魚2回戰（日本製紙クリネックススタジアム宮城）、7局無失分[11]

#### 特殊事績
- 日本職棒史上最快速100三振（96+2⁄3局），與1967年阪神虎新人投手江夏豐並列。
- 東北樂天金鷹第一位達成單季10勝的投手。（2007年）
- 2013年球季單季24連勝，2012年球季至2013年球季，跨季30連勝，打破1912年美國職棒大聯盟巨人隊投手魯布·馬夸德的開幕19連勝紀錄，成為世界記錄。自2012年8月對戰西武獅開始，至2013年8月16日對戰西武，期間獲得21場連續勝投，超越1951年至1952年的讀賣巨人松田清、1957年西鐵隊稻尾和久共同保持的跨季20連勝紀錄。
- 月份MVP共12次，打破了原先由自己與鈴木一朗所保持的10次，單季5次、連續5個月獲選，為日本職棒目前記錄。

### 美國職棒大聯盟

#### 個人、投打記錄
2014年4月16日，他在大聯盟生涯前3場先發，累積22局已經狂飆28K，洋基隊史第1，打破洋基隊史由艾爾·萊特在1987年締造的25K紀錄； 大聯盟紀錄方面，則可排在史上第3，僅次於2010年史特拉斯堡32K和1971年李察德29K。
2014年5月14日，田中將大在紐約大都會的花旗球場，完投9局只讓大都會擊出4支安打，沒有任何四死球，送出8次三振，洋基4比0獲勝，田中締造在大聯盟第一場完投完封，還是完美的無四死球完封勝，並且延續在美日跨季通算34連勝，洋基4比0擊敗大都會，在連輸前兩戰之後，憑藉田中將大的完美投球扳回1勝，同時田中在9局上擊出一壘安打，是他在大聯盟第一支安打。

#### 獲得美聯單月最佳投手
2014年6月4日，大聯盟官方公布5月的個人獎項，其中洋基日籍投手田中將大獲得美聯單月最佳投手的殊榮。田中將大5月出賽6場比賽，43局投球繳出5勝1敗、自責分率1.88、42次三振僅僅6次保送、被打擊率2成29的驚人成績。至於今年至今11場先發的總成績則是8勝1敗、自責分率2.06、88次三振、被打擊率2成18。在所有符合資格的美聯先發投手中，田中勝場數排第1、自責分率排第2，三振排第3，投球局數並列第3。此外，田中開季連11場優質先發不僅為大聯盟之冠，還是1913年自責分率成為正式紀錄以來，史上第2位開季有此演出的投手，第1人是1973年博覽會(國民前身)的史蒂夫·羅傑斯，他保持的紀錄是連16場。田中得知消息後表示：「我真的很榮幸，也很高興得到這樣的獎項，但基本上，重點在於我不是為了這獎項而投球或比賽的，我不會因為拿到這個獎項而感到滿意。」這是田中將大美職生涯第1個單月獎項，也是2013年8月伊萬·諾瓦(同樣是美聯單月最佳投手獎)以來首位獲獎的洋基投手；另外田中還是這獎項自1979年創設以來，首位獲獎的洋基新人。

## 職涯情報

### 年度別投手成績
|          |          |     |     |    |    |    |     |    |   |   |       |       |           |       |     |     |   |    |       |    |   |     |     |      | WHIP |
| -------- | -------- | --- | --- | -- | -- | -- | --- | -- | - | - | ----- | ----- | --------- | ----- | --- | --- | - | -- | ----- | -- | - | --- | --- | ---- | ---- |
| 2007     | 樂天     | 28  | 28  | 4  | 1  | 0  | 11  | 7  | 0 | 0 | .611  | 800   | 186+1⁄3   | 183   | 17  | 68  | 2 | 7  | 196   | 10 | 1 | 83  | 79  | 3.82 | 1.35 |
| 2008     | 樂天     | 25  | 24  | 5  | 2  | 1  | 9   | 7  | 1 | 0 | .563  | 726   | 172+2⁄3   | 171   | 9   | 54  | 3 | 2  | 159   | 6  | 0 | 71  | 67  | 3.49 | 1.30 |
| 2009     | 樂天     | 25  | 24  | 6  | 3  | 0  | 15  | 6  | 1 | 0 | .714  | 771   | 189+2⁄3   | 170   | 13  | 43  | 0 | 7  | 171   | 3  | 0 | 51  | 49  | 2.33 | 1.12 |
| 2010     | 樂天     | 20  | 20  | 8  | 1  | 2  | 11  | 6  | 0 | 0 | .647  | 643   | 155       | 159   | 9   | 32  | 1 | 5  | 119   | 1  | 0 | 47  | 43  | 2.50 | 1.23 |
| 2011     | 樂天     | 27  | 27  | 14 | 6  | 4  | 19  | 5  | 0 | 0 | .792  | 866   | 226+1⁄3   | 171   | 8   | 27  | 0 | 5  | 241   | 7  | 0 | 35  | 32  | 1.27 | 0.87 |
| 2012     | 樂天     | 22  | 22  | 8  | 3  | 4  | 10  | 4  | 0 | 0 | .714  | 696   | 173       | 160   | 4   | 19  | 0 | 2  | 169   | 4  | 0 | 45  | 36  | 1.87 | 1.03 |
| 2013     | 樂天     | 28  | 27  | 8  | 2  | 1  | 24  | 0  | 1 | 0 | 1.000 | 822   | 212       | 168   | 6   | 32  | 0 | 3  | 183   | 9  | 0 | 35  | 30  | 1.27 | 0.94 |
| 2014     | 洋基     | 20  | 20  | 3  | 1  | 1  | 13  | 5  | 0 | 0 | .722  | 542   | 136+1⁄3   | 123   | 15  | 21  | 0 | 4  | 141   | 4  | 0 | 47  | 42  | 2.77 | 1.06 |
| 2015     | 洋基     | 24  | 24  | 1  | 0  | 0  | 12  | 7  | 0 | 0 | .632  | 609   | 154       | 126   | 25  | 27  | 0 | 1  | 139   | 4  | 0 | 66  | 60  | 3.51 | 0.99 |
| 2016     | 洋基     | 31  | 31  | 0  | 0  | 0  | 14  | 4  | 0 | 0 | .778  | 805   | 199+2⁄3   | 179   | 22  | 36  | 0 | 3  | 165   | 7  | 0 | 75  | 68  | 3.07 | 1.08 |
| 2017     | 洋基     | 30  | 30  | 1  | 1  | 1  | 13  | 12 | 0 | 0 | .520  | 752   | 178+1⁄3   | 180   | 35  | 41  | 1 | 7  | 194   | 7  | 0 | 100 | 94  | 4.74 | 1.24 |
| 2018     | 洋基     | 27  | 27  | 1  | 1  | 0  | 12  | 6  | 0 | 0 | .667  | 635   | 156       | 141   | 25  | 35  | 0 | 7  | 159   | 3  | 0 | 68  | 65  | 3.75 | 1.13 |
| 2019     | 洋基     | 32  | 31  | 1  | 1  | 0  | 11  | 9  | 0 | 0 | .550  | 759   | 182       | 186   | 28  | 40  | 0 | 2  | 149   | 7  | 0 | 95  | 90  | 4.45 | 1.24 |
| 2020     | 洋基     | 10  | 10  | 0  | 0  | 0  | 3   | 3  | 0 | 0 | .500  | 197   | 48        | 48    | 9   | 8   | 0 | 2  | 44    | 0  | 0 | 25  | 19  | 3.56 | 1.17 |
| 2021     | 樂天     | 23  | 23  | 1  | 0  | 0  | 4   | 9  | 0 | 0 | .308  | 624   | 155+2⁄3   | 134   | 17  | 29  | 0 | 5  | 126   | 6  | 1 | 54  | 52  | 3.01 | 1.03 |
| 2022     | 樂天     | 25  | 25  | 1  | 1  | 0  | 9   | 12 | 0 | 0 | .429  | 668   | 163       | 160   | 16  | 30  | 0 | 4  | 126   | 4  | 0 | 65  | 60  | 3.31 | 1.17 |
| 2023     | 樂天     | 24  | 24  | 0  | 0  | 0  | 7   | 11 | 0 | 0 | .389  | 600   | 139+1⁄3   | 156   | 15  | 38  | 0 | 5  | 81    | 5  | 0 | 79  | 76  | 4.91 | 1.39 |
| NPB：9年 | NPB：9年 | 247 | 244 | 55 | 19 | 12 | 119 | 67 | 3 | 0 | .640  | 7,216 | 1,773     | 1,629 | 114 | 372 | 6 | 45 | 1,571 | 55 | 2 | 565 | 524 | 2.66 | 1.13 |
| MLB：7年 | MLB：7年 | 174 | 173 | 7  | 4  | 2  | 78  | 46 | 0 | 0 | .629  | 4,299 | 1,054+1⁄3 | 983   | 159 | 208 | 1 | 26 | 991   | 32 | 0 | 476 | 438 | 3.74 | 1.13 |

- 2023年度球季結束時

### 年度別守備成績
| 年 度     | 球 團     | 投手  | 投手  | 投手  | 投手  | 投手  | 投手     |
| 年 度     | 球 團     | 試 合 | 刺 殺 | 補 殺 | 失 誤 | 雙 殺 | 守 備 率 |
| --------- | --------- | ----- | ----- | ----- | ----- | ----- | -------- |
| 2007      | 樂天      | 28    | 5     | 32    | 1     | 1     | .974     |
| 2008      | 樂天      | 25    | 5     | 28    | 2     | 2     | .943     |
| 2009      | 樂天      | 25    | 9     | 31    | 2     | 0     | .952     |
| 2010      | 樂天      | 20    | 6     | 28    | 0     | 2     | 1.000    |
| 2011      | 樂天      | 27    | 16    | 43    | 2     | 2     | .967     |
| 2012      | 樂天      | 22    | 13    | 41    | 1     | 4     | .982     |
| 2013      | 樂天      | 28    | 14    | 40    | 0     | 4     | 1.000    |
| 2014      | 洋基      | 20    | 12    | 14    | 0     | 1     | 1.000    |
| 2015      | 洋基      | 24    | 11    | 19    | 0     | 2     | 1.000    |
| 2016      | 洋基      | 31    | 11    | 30    | 1     | 1     | .975     |
| 2017      | 洋基      | 30    | 8     | 22    | 0     | 1     | 1.000    |
| 2018      | 洋基      | 27    | 14    | 24    | 1     | 4     | .974     |
| 2019      | 洋基      | 32    | 9     | 18    | 2     | 3     | .931     |
| 2020      | 洋基      | 10    | 3     | 7     | 0     | 0     | 1.000    |
| 2021      | 樂天      | 23    | 17    | 27    | 1     | 1     | .978     |
| 2022      | 樂天      | 25    | 5     | 24    | 0     | 2     | 1.000    |
| 2023      | 樂天      | 24    | 6     | 22    | 0     | 4     | 1.000    |
| NPB：10年 | NPB：10年 | 247   | 79    | 346   | 9     | 22    | .979     |
| MLB：7年  | MLB：7年  | 174   | 85    | 134   | 4     | 12    | .981     |

- 2023年度球季結束時

### 球衣背號
- 18（2007年－2013年/2021年－，東北樂天金鷲）
- 15（2008年北京奧運、2009年世界棒球經典賽）
- 17（2013年第三屆經典賽）
- 19（2014年－2020年，紐約洋基）[14]
- 11（讀賣巨人）

### 登場曲
- 〈スフィアの羽根〉無限開關（2007年）
- 〈1/6000000000 feat.C&K〉九州男（2008年）
- 〈Are you ready?〉twenty 4-7（2009年）
- 〈HANABI〉Mr.children（2010年）
- 〈再一些〉FUNKY MONKEY BABYS（2010年）
- 〈走れ!〉 桃色幸運草Z（2012年）
- 〈ファースト・ラビット〉 AKB48（2012年8月26日）
- 〈overture〉 桃色幸運草Z（2013年開幕 - 6月6日）
- 〈DNA狂詩曲〉 桃色幸運草Z（2013年6月16日 - 同年終了）
- 〈My Dear Fellow〉 桃色幸運草Z（2014年）
- 〈勝手に君に〉 桃色幸運草Z（2015年）
- 〈GET Z, GO!!!!!〉 桃色幸運草Z（2016年）
- 〈何時だって挑戦者〉 桃色幸運草Z（2017年）
- 〈吼えろ〉 桃色幸運草Z（2018年）
- 〈一味同心〉　（2022）

## 個人生活
已婚，妻子是日本女子偶像團體Country Girls的原成員里田舞。

## 軼事
- 興趣是賽馬與釣魚。
- 是狂熱的日本女子偶像愛好者，最愛的團體是桃色幸運草Z，比賽的登場曲大都選桃色幸運草Z的歌曲，亦多次在音樂節目如FNS歌謠祭、NHK紅白歌合戰中與桃色幸運草Z共演，也在桃色幸運草Z聖誕演唱會2014作為特別嘉賓出場。 此外也熱愛AKB48、SKE48、NMB48、乃木坂46、E-girls。
- 與FUNKY MONKEY BABYS私交非常好，最常私交的為主唱Funky加藤。並參與FUNKY MONKEY BABYS單曲《再一些》的PV演出及封面，此曲也是田中在比賽登板時的主題曲。

## 參看
- 日本出生大聯盟選手列表

## 外部連結
- 官方网站
- 田中將大的Facebook專頁
- 田中將大的X（前Twitter）
- 田中將大的Instagram帳戶
- 田中將大在美國職棒官網（英语）
- 田中將大在日本職棒官網（英语）
- 田中將大在Baseball-Reference.com（大聯盟）（英语）
- 田中將大在Baseball-Reference.com（小聯盟以及海外聯盟）（英语）
- 田中將大在ESPN（MLB）（英语）
- 田中將大在FanGraphs.com（英语）
- 田中將大在Retrosheet（英语）
- 田中將大在The Baseball Cube（英语）
- 田中將大在Olympics.com（英语）
- 田中將大在Olympedia（英语）
- 田中將大在台灣棒球維基館上的頁面（繁體中文）